# Lakatos Ottó
Lakatos Ottó (Székesfehérvár, 1802. október 4. – Arad, 1881. augusztus 16.) minorita rendi áldozópap, házfőnök, gimnáziumi tanár és kormánytanácsos.

## Élete
Szülővárosában a ciszterciek újonnan nyílt gimnáziumába járt, majd Pestre ment továbbtanulni.  Tanulmányait azonban félbehagyta, és Pribék Vilmosné Hoyos Josepha grófnőhöz ment nevelőnek 1824-26-ig. Ekkor a budweisi vasútnál kapott állást Prágában. Később ismét Pestre költözött és mint világi egy évig járt az egyetemre teológiát hallgatni. Korizmics Antal későbbi püspök tanácsára Miskolcon belépett a minorita rendbe és 1829. március 17-én beesküdött. Ferenc keresztneve helyett Ottó szerzetes névvel a csütörtökhelyi (Szepes megye) kolostorban töltötte újoncévét, melynek leteltével Miskolcra küldték tanárnak; egy év múlva Nagybányára helyezték át az V. gimnáziumi osztály tanítására.
A következő évben Egerbe küldték teológiai tanulmányai befejezésére. 1831. augusztus 14-én miséspappá szentelték föl. Két évig Pancsován volt káplán; 1834-ben Szabó Román rendfőnök titkárnak vette maga mellé, ezt a hivatalt hat évig viselte. Ezután ismét nevelőként dolgozott, a Drevenyák családnál. 1845-ben Aradra nevezték ki tanárnak, és 1847-ben igazgató lett. Aradon múzeumot alapított, melynek saját maga szárította virággyűjteményével vetette meg alapját, később majd állatgyűjteménnyel és könyvtárral növelte.
1849-ben, az ostrom alatt rajziskolát szervezett. 1851-ben letette a rajztanári vizsgálatot. 1854. szeptember 21-én a dollárügy miatt elfogták és Pesten az Újépületben, majd Bécsben és Theresienstadban raboskodott. 1857. január 16-án szabadult ki fogságából és Pestre ment, a tanári pályától pedig eltiltották. Nevelő lett az Almay családnál. Rövid idő múlva Miskolcon tanárnak nevezték ki. Két évi tanári munka után Világosra költözött, ahol Bohus Zsigmond kamarás fiának, Jánosnak lett a nevelője nyolc évig. Ezután ismét Aradra helyezték át tanárnak.
1868-ban kolozsvári házfőnök lett. 1871-ben visszahelyezték Aradra, szintén házfőnöknek, 1873-ban pedig rendi tanácsosnak választották. Előkelő modora, mély tudománya és élettapasztalatai nagy tekintélyt biztosítottak neki. Arad városa 1881. július 13-án díszpolgárrá választotta meg.
Cikkei a Religioban (1848. Czáfolat a moldvai magyar missió eltorzított közlésére) és az aradi Alföldben jelentek meg.

## Munkái
- Az aradi gymnasium keletkezete, s ugyan ebben az 1850-51. tanévben előadott tantárgyak rövid vázlata. Arad, 1851
- A mit az erdő regél. Pulicz Gusztáv után. Leány-növeldék használatára. Uo. 1867
- Arad története. Függelék: Három év egy compromittált életéből. Ugyanott, 1881. Hrom kötet. Tervrajzzal, négy térképpel és három rajzzal (ism. Századok 1881. 543., 1882. 162. 1.)

### Kéziratban maradt
Uti naplóm Erdélyben 1835. (történeti helyrajzok), Csókavári viszhang 1836 (verses elbeszélések a magyar előidőkből), ezt a két munkáját elfogatásakor a zsandárok elkobozták; Gyónásom Frankónak (önéletrajzi, 1864)